# Lúcio Vinício (cônsul em 33 a.C.)
Lúcio Vinício ou Lúcio Vinícius (em latim: Lucius Vinicius) foi um político da gente Vinícia da República Romana nomeado cônsul sufecto em 33 a.C. com Quinto Larônio. Serviu no lugar de Mânio Acílio Glabrião, que abdicou em setembro ou outubro. Um homem novo, sua família era originária de Cales, na Campânia, e tinha status equestre. Vinício teve pelo menos um filho, Lúcio Vinício, cônsul sufecto em 5 a.C..

## Carreira
Aliado de Júlio César, Vinício foi eleito tribuno da plebe em 51 a.C. e, durante seu mandato, interpôs seu veto contra uma resolução contrária aos interesses de César no Senado.
Como crescia rapidamente a quantidade de aliados de Otaviano, este aproveitou o ano de 33 a.C. para homenagear homens de pouca reputação da aristocracia romana ou pessoas com influência nas demais cidades da Itália. Este foi o caso de Lúcio Vinício, de quem não se tinha notícias por quase vinte anos. Seu apoio a César e, depois, a Otaviano, garantiu sua nomeação como cônsul sufecto neste ano, substituindo Acílio Glabrião, terminando o mandato consular em dezembro. Foi depois nomeado governador proconsular da Ásia, servindo provavelmente entre 27 e 25 a.C.